# Aeroport de Mülhausen-Habsheim
L'Aeroport de Mülhausen-Habsheim és un petit aeroport situat al municipi francès de Habsheim. Es tracta d'una antiga base militar que actualment és utilitzada sobretot per avions lleugers. Hi tenen la seu l'Aéro-Club des Trois Frontières, l'Aéro-Club du Haut-Rhin i l'Aéro-Club de Mulhouse. El 26 de juny del 1988 s'hi produí l'estavellament del vol 296 d'Air France, el primer d'un Airbus A320. En el marc d'una exhibició aèria, els pilots trigaren massa a accelerar després d'un pas a baixa altitud i l'avió col·lidí amb un bosc situat al final de la pista. Hi moriren tres persones i l'aparell fou declarat sinistre total.